# Centruroides lucidus
Espèce
Centruroides lucidus est une espèce de scorpions de la famille des Buthidae.

## Distribution
Cette espèce est endémique de République dominicaine. Elle se rencontre dans les provinces de Pedernales et de Barahona.

## Description
Le mâle holotype mesure 75,90 mm, les mâles mesurent de 49,35 à 75,90 mm et les femelles de 44,21 à 58,74 mm.

## Publication originale
- Teruel, Armas & Kovařík, 2015 : « A New Species of Centruroides Marx, 1890 (Scorpiones: Buthidae) from Southern Hispaniola, Greater Antilles. » Euscorpius, no 198, p. 1-18 (texte intégral).